# Spytihněv Přemyslovec
Spytihněv (asi mezi 911 a 921 – ?) byl třetí syn českého knížete Vratislava I. a jeho ženy Drahomíry. Jeho bratry byla budoucí knížata svatý Václav a Boleslav I. Zmiňuje ho pouze jeden pramen. Zřejmě předčasně zemřel.